# Amílcar Mesa
Amílcar Mesa Tissi (Montevideo, 27 maggio 1913 – Montevideo, 30 aprile 2003) è stato un cestista uruguaiano.

## Carriera
Con l'Uruguay ha disputato i Giochi olimpici di Berlino 1936.